# Теща (фільм)
«Теща» (рос. «Тёща») — білоруський радянський художній фільм 1973 року режисера Сергій Сплошнова.

## Сюжет
Клавдія Іванівна стурбована майбутнім своєї дочки і розвитком її наукової кар'єри. Відповідно до власних уявлень про щастя, вона намагається влаштувати особисте життя дівчини, безцеремонно руйнуючи її відносини з шофером Сашком...

## У ролях
- Тетяна Карпова
- Галина Федотова
- Олександр Вдовін
- Павло Кормунін
- Павло Молчанов
- Марк Перцовський
- Юрій Медведєв
- Евеліна Овчинникова
- Роман Філіппов
- Стефанія Станюта
- Рудольф Рудін
- Олександр Бєлоусов

## Творча група
- Сценарій: Володимир Фіганов
- Режисер: Сергій Сплошнов
- Оператор: Анатолій Зубрицький
- Композитор: Євген Крилатов